# Ostriw (przystanek kolejowy)
Ostriw (ukr. Острів) – przystanek kolejowy w miejscowości Ostriw, w rejonie korosteńskim, w obwodzie żytomierskim, na Ukrainie. Położony jest na liniach Kalinkowicze – Szepetówka oraz Białokurowicze – Owrucz.